# Pannotípia
A pannotípia vagy panotípia egy fotográfiában használt direktpozitív képrögzítési eljárás. Elnevezése a latin „pannus” (viaszosvászon) szóból ered. A wittípia ennek egy alternatív formája.

## Története
Feltalálta Jean Nicolas Truchelut francia fotós 1852-ben. Az eljárást 1854-ban a párizsi Wulff & Co. cég jelentette be. A receptet és a módszert 100 frankos licencdíj ellenében adták tovább, nem vált igazán elterjedtté, az 1880-es évek elejéig volt használatban.

## Az eljárás
A felvétel kollódiumos nedveseljárású üvegnegatívra készült, melyet savas vízben (például kénsav 1:20 oldata) áztatták, majd az üveget egy kicsit nagyobb fekete viaszosvászon darabbal összepréselték. Néhány óra múltán a vászon és a kép összetapadt, így az lehúzhatóvá vált az üvegről. A sötét anyagon pozitívként jelent meg a negatív kép. A meglehetősen igénytelen eljárás hibáit sokszor pótolták színezéssel, főleg olajfestékkel vagy akvarellel.
Wittípia: A panotípia egy alternatív formáját Witte berlini fényképész fejlesztette ki a századforduló környékén, és önmagáról wittípiának nevezte el. Ő a kollódiumos lemez emulziós oldalára jó erősen rápréselt egy darabka fekete viaszosvásznat, majd rövid idő elteltével a kollódiumréteget egy kis késsel óvatosan megemelte és széleit a kicsit kisebbre vágott viaszosvászon köré hajtogatta. Miután megszáradt, spirituszlámpa fölött óvatosan addig melegítette, míg egyik sarkánál fogva lehúzhatóvá nem vált az üvegről.

## Anyaga
Viaszolt lenvászon (viaszosvászon), ritkábban fekete bőr hordozóra készült, általában védőlakkal bevont kollódiumos gyorsfénykép, valamint különböző installációs (rögzítő, konzerváló) anyagok. (Hasonló célra aszfaltbevonatú papírt is használtak)

### Méretei
Leggyakrabban 6,3×10,5 cm (vizitkártya) illetve 10×13,7 cm vagy 11,5×16 cm-es (kabinet) méretben készültek. Mivel nem volt túl elterjedt, mára kevés példány maradt fenn belőlük.